# Lovochemie
Lovochemie, a.s. je česká společnost vyrábějící minerální hnojiva, zejména dusičnan amonný a dusičnan vápenatý. Od roku 1994 prodávala Lovochemie významný podíl produkce přes společnost Agrofert, která se později stala jejím jediným vlastníkem.

## Historie
Dne 1. listopadu 1993 byla Lovochemie zapsána do obchodního rejstříku jako akciová společnost, jedním z členů představenstva se stal Andrej Babiš. 1. prosince 1995 oznámil Fond národního majetku, že svůj majoritní podíl prodá české společnosti Proferta, ve které měla menšinový podíl německá skupina Beiselen. Dne 21. června 2025 došlo v areálu Lovochemie k odstřelu 78 metrů vysokého železobetonového komína z roku 1958. Dříve sloužil jako ventilační komín pro výrobu kyseliny sírové a dlouhodobě byl nevyužívaný.